# Cady Lalanne
Cady Lalanne (Port-au-Prince, 22 aprile 1992) è un cestista haitiano.

## Carriera
È stato selezionato dai San Antonio Spurs al secondo giro del Draft NBA 2015 (55ª scelta assoluta).